# دريقة كبيرة الأزهار
دريقة كبيرة الأزهار (الاسم العلمي:Aspidistra grandiflora) هي نوع من النباتات تتبع جنس الدريقة من الفصيلة الهليونية. تم وصف هذا النوع من النبات علمياً لأول مرة من قبل هانس-يورغن تيليش سنة 2007.
تنمو في الغابات الجافة جداً المنخفضة عريضة الأوراق على التلال الكلسية الكارستية ذات الشقوق.